# Vlčatín
Vlčatín (en allemand : Wiltschatin) est une commune du district de Třebíč, dans la région de Vysočina, en Tchéquie. Sa population s'élevait à 144 habitants en 2024.

## Géographie
Vlčatín se trouve à 7 km au sud-est de Velké Meziříčí, à 11 km au nord-nord-est de Třebíč, à 28 km à l'est-sud-est de Jihlava et à 140 km au sud-est de Prague.
La commune est limitée par Nový Telečkov au nord, par Oslavička et Hodov à l'est, par Rudíkov au sud, et par Hroznatín et Bochovice à l'ouest.

## Histoire
La première mention écrite de la localité date de 1296.

## Transports
Par la route, Vlčatín se trouve à 10 km de Velké Meziříčí, à 13,5 km de Třebíč, à 62 km de Jihlava, à 62 km de Brno et à 160 km de Prague.